# Billy-lès-Chanceaux
Billy-lès-Chanceaux är en kommun i departementet Côte-d'Or i regionen Bourgogne-Franche-Comté i östra Frankrike. Kommunen ligger i kantonen Baigneux-les-Juifs som tillhör arrondissementet Montbard. År 2022 hade Billy-lès-Chanceaux 68 invånare.

## Befolkningsutveckling
Antalet invånare i kommunen Billy-lès-Chanceaux
Referens:INSEE